# Banco Bolivariano
El Banco Bolivariano, es una institución financiera con base en la ciudad de Guayaquil, Ecuador. En los últimos años se ha mantenido dentro de los 10 mayores bancos de Ecuador.

## Historia
El Banco Bolivariano fue fundado el 19 de abril de 1979 e inició operaciones comerciales el 13 de marzo de 1980, para entonces, inició uno de los bancos más pagados de la banca ecuatoriana, 150 millones de sucres. A finales de 1991 concretó la fusión con la Financiera Guayaquil. En 1999 dio paso a la banca electrónica a través de su página web y dos años más tarde lanzó al mercado la marca Ecuagiros, especializada en el envío y pago de remesas familiares.
Durante el año 2023 el Banco de Machala recibió una calificación AAA- de grado de inversión 